# Sewall's Point
Sewall's Point è un comune degli Stati Uniti d'America, situato nello Stato della Florida, nella contea di Martin.